# Aristolochia jackii
Aristolochia jackii là một loài thực vật có hoa trong họ Aristolochiaceae. Loài này được Steud. mô tả khoa học đầu tiên năm 1840.